# Svalnäs

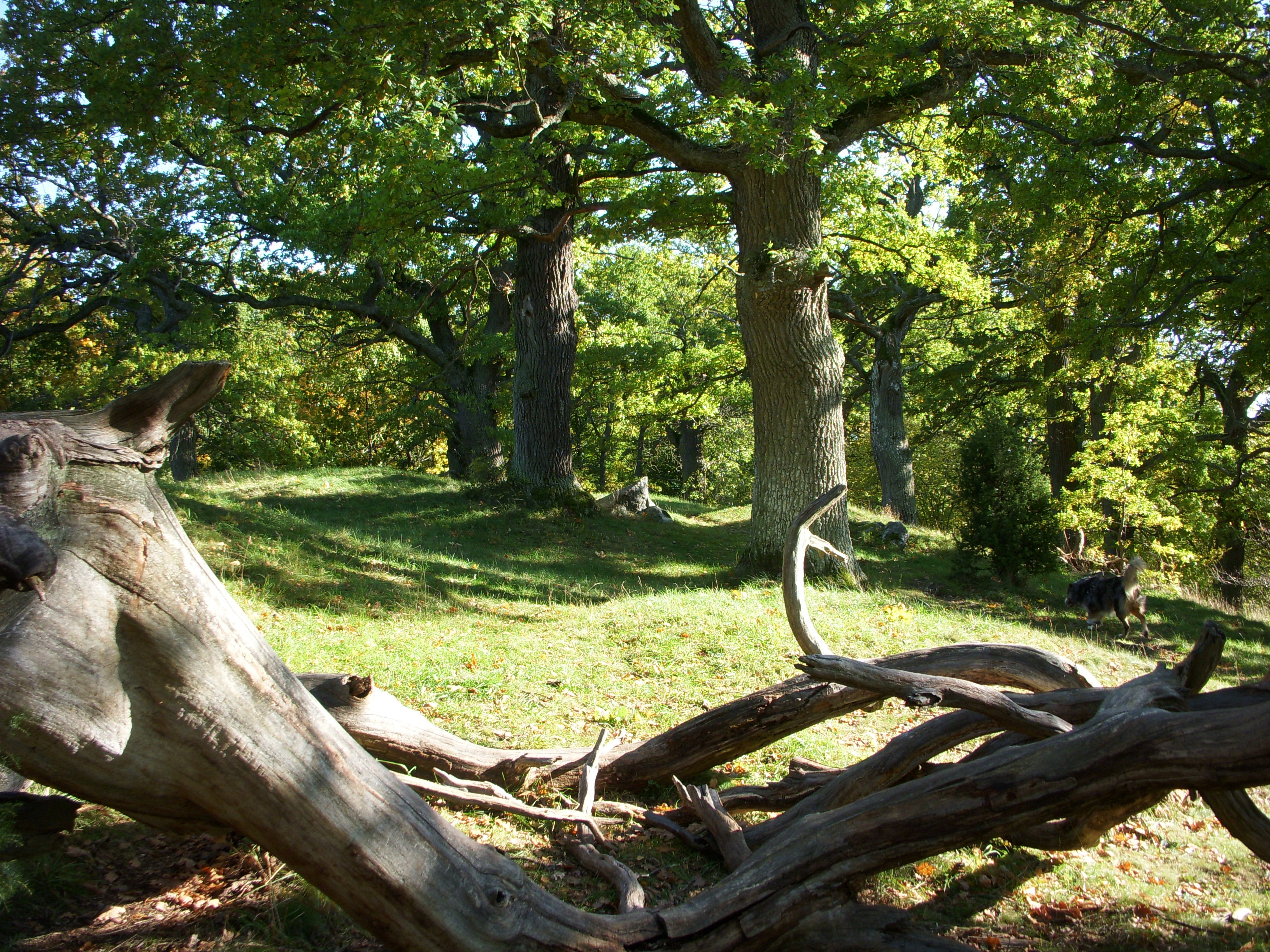
Svalnäsgravfältet, södra delen, 2008.

Svalnäs är en före detta gård och ett nutida villaområde i norra Djursholm i Danderyds kommun norr om Stockholm. Inom området finns flera fornminnen med gravar från omkring 500 till 1 000 e kr, bland annat Svalnäsgravfältet, som hör till Danderyds största och mest imponerande gravfält.

## Historik

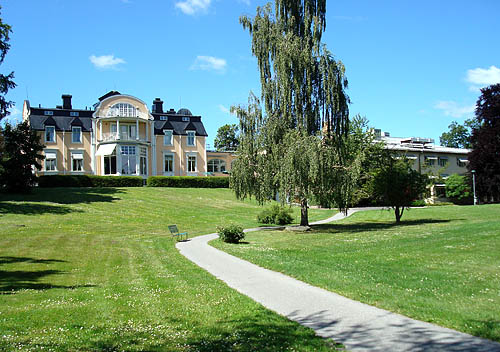
Svalnäs gård

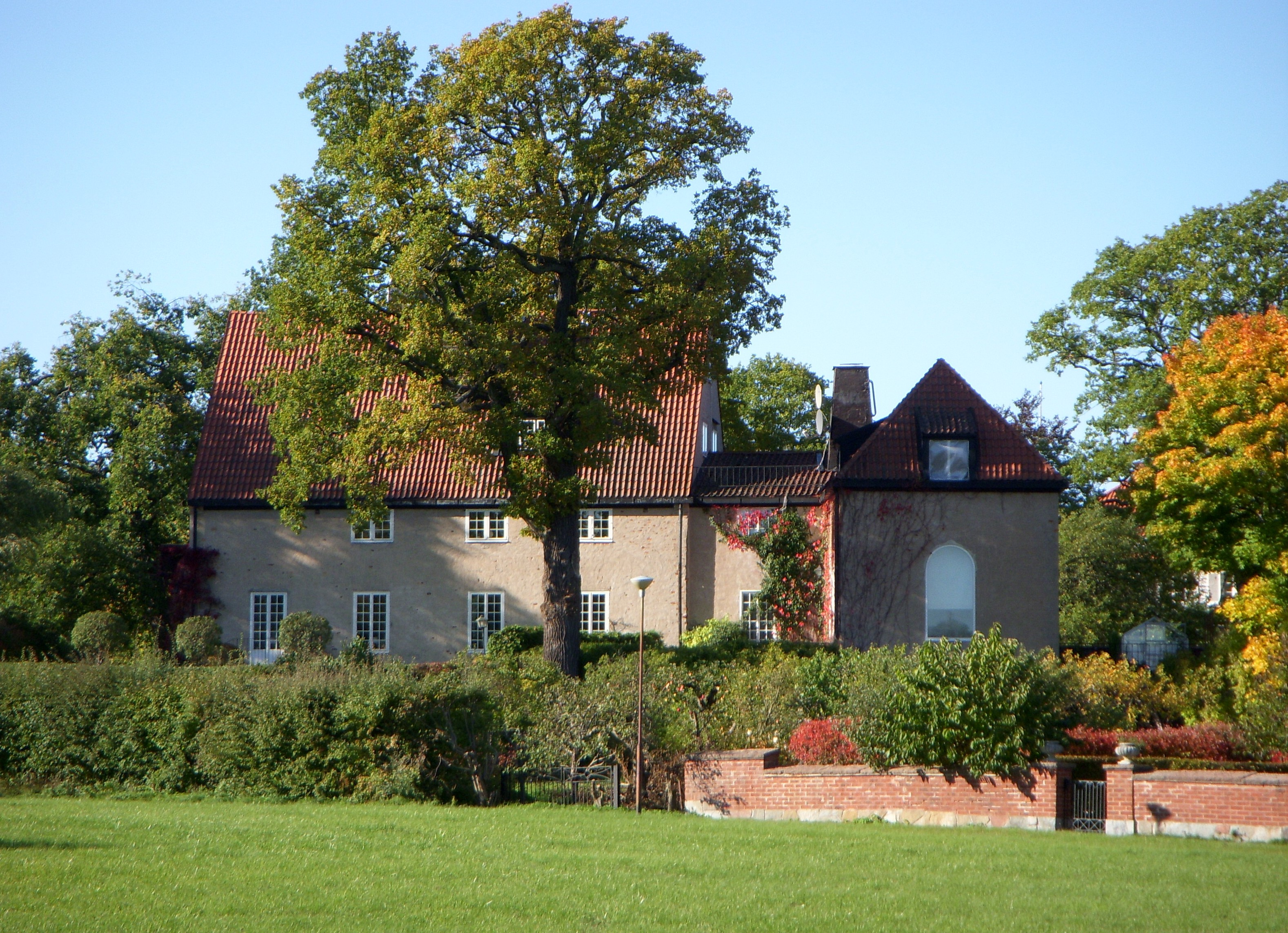
Villa Lagercrantz

Svalnäs nämns första gången i ett pergamentbrev som är daterat den 28 december 1312. Brevet berättar att en Johannes Gaseborg fick Svalnäs vid en bytesaffär med abbedissan i S:ta Clara kloster i Stockholm. Uppgifter från 1416 berättar om att Svalnäs var sätesgård för väpnaren Jöns Laurensson. År 1438 omnämns Svalnäs som sätesgård för väpnaren Peder Jönsson. Vid slutet av 1500-talet benämns Svalnäs som tre frälsehemman. I 1562 års frälselängd står riksrådet Johan Pedersson Bååt som ägare. Mot slutet av 1500-talet kom Svalnäs under Djursholmsgodset. Under 1600-talet bestod Svalnäs av två hemman. 

## Gården och Gästhem Svalnäs
Svalnäs tidigare huvudbyggnad uppfördes 1803 och ägdes från 1839 av friherre C.H. d'Albedyhll. Egendomen förvärvades år 1883 av Henrik Palme, som sex år senare skulle bli den drivande kraften vid skapandet av Djursholms villastad. Han och hans familj använde först Svalnäs som sommarbostad, men flyttade dit permanent år 1886 då han lät bygga en ny huvudbyggnad några hundra meter söder om den gamla gården, som var förfallen. Den nya byggnaden ritades 1885-1886 av arkitekten Fredrik Lilljekvist. Henrik Palme lät även bygga en ladugård för närmare 70 kor och två par oxar, ett stall, vagnslider, en bostad för rättaren och tre hus för sex statarfamiljer. Gården var på 500 tunnland.
År 1897 sålde Henrik Palme 122 tunnland i Svalnässkogen utmed stranden norr om Framnäsviken till Djursholms AB, som styckade av strandtomter för villabebyggelse. Resten av Svalnäs införlivades i Djursholm år 1934. Delar av den tidigare egendomen är idag bebyggd med villor. Där finns också Djursholms golfbana. 
Henrik Palme bodde på Svalnäs till sin död år 1932. Gården (numera "Gästhem Svalnäs"), som byggdes om en första gång år 1909, har därefter genomgått flera förändringar och ägs idag av Blomsterfonden, som även har sitt huvudkontor här. På området kring gårdens huvudbyggnad finns idag flera nya byggnader, där fonden driver olika former av äldreboende och sjukhem.
Svalnäs var mellan 1 maj 1912 och 31 december 1934 slutstation på den smalspåriga järnvägen Djursholmsbanan, som gick genom Djursholms villastad från Djursholms Ösby och som lades ner i hela sin sträckning år 1976.
Svalnäs byggdes snabbt ut under 1900-talets första decennium och området fick då en högborgerlig prägel. Villornas förhärskande stilar är nationalromantik och jugend. Bland arkitekterna fanns Lars Israel Wahlman, Axel Viktor Forsberg och Elis Benckert, den senare ritade den medeltidsinspirerade Villa Lagercrantz på Svalnäsvägen 18. Huset förklarades 1979 som byggnadsminne.